# Euphorbia crepuscula
Euphorbia crepuscula är en törelväxtart som först beskrevs av Louis Cutter Wheeler, och fick sitt nu gällande namn av Johann Heinrich Conrad Gottfried Gustav Steinmann och Richard Stephen Felger. Euphorbia crepuscula ingår i släktet törlar, och familjen törelväxter. Inga underarter finns listade i Catalogue of Life.